# Opoku Nti
Samuel Opoku Nti (ur. 23 stycznia 1961 w Kumasi) – ghański piłkarz grający na pozycji pomocnika.

## Kariera klubowa
Swoją karierę piłkarską Nti rozpoczął w klubie Asante Kotoko SC. W 1980 roku zadebiutował w jego barwach w ghańskiej pierwszej lidze. Grał w nim do 1985 roku. Wywalczył z nim cztery mistrzostwa kraju w sezonach 1980, 1981, 1982 i 1983, a także zdobył Puchar Ghany w 1984 i Puchar Mistrzów w 1983 roku.
W 1985 roku Nti przeszedł do szwajcarskiego Servette FC. Swój debiut w nim zaliczył 7 sierpnia 1985 w wygranym 4:1 wyjazdowym meczu z FC Baden. W zespole Servette grał przez rok.
W 1986 roku Nti został zawodnikiem FC Aarau. Występował w nim przez trzy sezony. W 1989 roku przeszedł do drugoligowego FC Baden. Z kolei w 1990 roku został zawodnikiem drugoligowego FC Glarus. W 1992 roku zakończył w nim swoją karierę.

## Kariera reprezentacyjna
W reprezentacji Ghany Nti zadebiutował w 1982 roku. W tym samym roku wygrał z Ghaną Puchar Narodów Afryki 1982. W 1984 roku zagrał w Pucharze Narodów Afryki 1984. W 1992 roku został powołany do kadry na Puchar Narodów Afryki 1992. Na tym turnieju rozegrał trzy spotkania: grupowe z Zambią (1:0), ćwierćfinałowe z Kongiem (2:1) i finałowe z Wybrzeżem Kości Słoniowej (0:0, k. 10:11). Z Ghaną wywalczył wicemistrzostwo Afryki. W kadrze narodowej grał do 1992 roku.